# Abudefduf margariteus
Abudefduf margariteus là một loài cá biển thuộc chi Abudefduf trong họ Cá thia. Loài này được mô tả lần đầu tiên vào năm 1830.

## Từ nguyên
Từ định danh margariteus trong tiếng Latinh có nghĩa là "có màu ngọc trai", hàm ý đề cập đến màu bạc ánh kim của vảy cá ở hai bên thân và bụng của chúng.

## Phạm vi phân bố và môi trường sống
A. margariteus được biết đến tại hai đảo quốc ở Tây Ấn Độ Dương là Mauritius và Réunion, sau được ghi nhận thêm tại đảo Rodrigues gần đó. A. margariteus sống gần các rạn san hô ven bờ, nơi có sóng vừa, ở độ sâu khoảng từ 2 đến ít nhất là 8 m.

## Mô tả
A. margariteus có chiều dài cơ thể tối đa được ghi nhận là 16 cm. Như hầu hết các thành viên trong chi Abudefduf, A. margariteus cũng có các dải sọc sẫm màu ở hai bên thân.
Số gai ở vây lưng: 13; Số tia vây ở vây lưng: 13; Số gai ở vây hậu môn: 2; Số tia vây ở vây hậu môn: 13–14.

## Sinh thái học
Thức ăn của A. margariteus có lẽ là các loài giáp xác nhỏ và tảo. Cá đực có tập tính bảo vệ và chăm sóc trứng.